# Äsphults landskommun
Äsphults landskommun var en tidigare kommun i dåvarande Kristianstads län.

## Administrativ historik
Kommunen bildades i Äsphults socken i Gärds härad i Skåne när 1862 års kommunalförordningar trädde i kraft. 
Vid kommunreformen 1952 uppgick kommunen i Träne landskommun som 1967 uppgick Kristianstads stad som 1971 ombildades till Kristianstads kommun.

## Politik

### Mandatfördelning i Äsphults landskommun 1942-1946
| 4 | 16 |

| 20 |

| 20 |

| 19 |